# Pinakotek
Pinakotek eller tavelgalleri, (av grek. pinakotheke, av pi’nax, tavla, och theke, förvaringsrum) kallades i rika grekers och romares hus ett vanligtvis nära huvudingången beläget rum, vars väggar var smyckade med målningar.
Enligt den romerske arkitekten Vitruvius borde detta rum ligga mot norr, så att målningarna inte skulle skadas av solljuset. Ett offentligt pinakotek fanns i propyléerna, ingången till Akropolis (borgen) i Aten.
Exempel på nutida konstmuseer som använder benämningen pinakotek är det gamla pinakoteket i München, anlagt av Ludvig I och pinakoteket i Sao Paulo.